# Classique des Alpes 1999
La Classique des Alpes 1999, nona edizione della corsa e valida come evento UCI categoria 1.1, si svolse il 5 giugno 1999, per un percorso totale di 187,5 km. Fu vinta dallo spagnolo Unai Osa che giunse al traguardo con il tempo di 5h01'36" alla media di 34,814 km/h.
Al traguardo 42 ciclisti portarono a termine il percorso.

## Ordine d'arrivo (Top 10)
| Pos. | Corridore           | Squadra          | Tempo    |
| ---- | ------------------- | ---------------- | -------- |
| 1    | Unai Osa            | Banesto          | 5h01'36" |
| 2    | Benoît Salmon       | Casino           | s.t.     |
| 3    | David Etxebarria    | Once             | a 37"    |
| 4    | Jens Heppner        | Deut. Telekom    | s.t.     |
| 5    | Roland Meier        | Cofidis          | s.t.     |
| 6    | Fernando Escartín   | Kelme            | s.t.     |
| 7    | Ángel Casero        | Vitalicio Segur. | s.t.     |
| 8    | Txema del Olmo      | Euskaltel        | s.t.     |
| 9    | Kurt Van De Wouwer  | Lotto            | s.t.     |
| 10   | Aleksandr Vinokurov | Casino           | a 2'27"  |